# 175 км (платформа)
Платформа 175 км — пасажирський залізничний зупинний пункт Дніпровської дирекції Придніпровської залізниці на перетині двох електрифікованих  ліній Запоріжжя-Кам'янське — Нижньодніпровськ-Вузол та 175 км — Зустрічний між станцією Сухачівка (4 км) та зупинними пунктами Платформа 178 км (3 км), Краснопілля (9 км). Розташований у західній частині Новокодацького району міста Дніпро, у житловому масиві Ясне, за 14 км від станції Дніпро-Головний.

## Пасажирське сполучення
На платформі 175 км зупиняються приміські електропоїзди західного напрямку станції Дніпро-Головний.